# Torneo di scacchi M-Tel Masters
Il torneo di scacchi M-Tel Masters è stato organizzato per cinque anni, dal 2005 al 2009, nella città di Sofia.
Il nome deriva dalla compagnia di telecomunicazioni bulgara "M-Tel", sponsor principale della manifestazione.
Sei giocatori partecipano ogni anno al torneo; ognuno affronta due volte ogni avversario (una volta con il Bianco e una volta con il Nero).
La sua prima edizione fu, come media del punteggio Elo dei partecipanti (2744), il più forte torneo dell'anno. È stato uno dei quattro tornei più forti del circuito mondiale, assieme al torneo di Linares, il torneo di Dortmund et il torneo di Wijk aan Zee.

## Albo d'oro
| Periodo di gioco  | Vincitore       | Punti | Note |
| ----------------- | --------------- | ----- | --- |
| 11-22 maggio 2005 | Veselin Topalov | 6,5   | |
| 10-21 maggio 2006 | Veselin Topalov | 6,5   | |
| 9-20 maggio 2007  | Veselin Topalov | 5,5   | Dopo aver raccolto mezzo punto nelle prime tre partite, Topalov batté all'ultimo turno Krishnan Sasikiran, che si trovava al primo posto in quel momento. |
| 8-18 maggio 2008  | Vasyl' Ivančuk  | 8     | Ivančuk vinse con una partenza a 5/5, per poi ottenere una performance Elo di 2977                                                                        |
| 12-23 maggio 2009 | Aleksej Širov   | 6,5   | Širov realizzò +3 =7 –0. La media Elo era di 2754 punti (Cat. 21)                                                                                         |